# Dipartimento di Cruz Alta
Cruz Alta è un dipartimento collocato nella parte est della provincia argentina di Tucumán, con capitale Banda del Río Salí.
Confina a nord con il dipartimento di Burruyacú, a est con la provincia di Santiago del Estero, a sud con il dipartimento di Leales e a ovest con i dipartimenti di Lules, Capital e Tafí Viejo.
Secondo il censimento del 2001, su un territorio di 1.255 km², la popolazione ammontava a 162.240 abitanti.
I municipi del dipartimento sono:
- Alderetes
- Banda del Río Salí
- Colombres
- Delfín Gallo
- El Bracho y El Cevilar
- El Naranjito
- La Florida
- Las Cejas
- Los Bulacio y Los Villagra
- Los Pereyras
- Los Pérez
- Los Ralos
- Ranchillos y San Miguel
- San Andrés